# Sergei Arturowitsch Kalinowski
Sergei Arturowitsch Kalinowski (russisch Сергей Артурович Калиновский; * 2. Mai 1975; † 14. Dezember 2001 in Smolensk, Russland) war ein russischer Journalist und Opfer eines ungelösten Mordfalls.

## Leben
Anfang der 2000er Jahre war Kalinowskij Chefredakteur der Smolensker Filiale der Zeitung Moskowski Komsomolez. Seine Redaktion deckte unter anderem die Kriminalfälle auf, in die die Vertreter der politischen Elite Russlands verwickelt waren. Gleichzeitig war Kalinowskij auch als Fernseh- und Radiojournalist tätig.
Ende März 2001 steckten Unbekannte Kalinowskijs Haus in Smolensk in Brand. Er bezeichnete diese Tat als Versuch gewisser politischer Kreise, ihn und seine journalistischen Kollegen gezielt einzuschüchtern, um die Berichterstattung unerwünschter Kriminalfälle zu verhindern.
Am 14. Dezember 2001 verließ Kalinowskij sein Zuhause und kehrte nicht mehr zurück. Seitdem galt er als vermisst. Am 1. April 2002 wurde sein lebloser Körper am Ufer eines Sees in der Oblast Smolensk entdeckt. Daran wurden zahlreiche Prellungen und Wunden festgestellt. Der Mordfall wurde nie aufgeklärt, das Strafverfahren wurde mehrmals eröffnet und dann wieder eingestellt.